# Chuyến bay 494 của Precision Air
Chuyến bay 494 của Precision Air (PW494) là một chuyến bay thường lệ từ sân bay quốc tế Dar es Salaam ơ Dar es Salaam, Tanzania, đến sân bay Bukoba ở thành phố Bukoba. Vào ngày 6 tháng 11 năm 2022, chiếc ATR 42-500 chở 39 hành khách và 4 thành viên phi hành đoàn đã hạ cánh xuống hồ Victoria trong khi cố gắng hạ cánh xuống Bukoba trong điều kiện tầm nhìn kém và thời tiết xấu, khiến ít nhất 19 người trên tàu bay thiệt mạng.

## Vụ tai nạn
Chuyến bay 494 cất cánh từ Dar es Salaam đến Bukoba qua Mwanza. Vụ tai nạn máy bay hạ cánh xuống hồ Victoria vào khoảng 08:50 giờ địa phương (05:50 GMT) trong khi cố gắng hạ cánh xuống Bukoba. Các bức ảnh và video lan truyền trên mạng xã hội cho thấy chiếc máy bay gần như chìm hoàn toàn, chỉ có thể nhìn thấy phần đuôi trên mặt nước. Một người sống sót sau vụ tai nạn nói rằng các phi công đã phải thay đổi tuyến bay do thời tiết xấu đi. Hành khách nói thêm rằng trong quá trình máy bay hạ cánh, họ thông báo rằng họ sẽ hạ cánh trong thời gian ngắn khi gặp phải sóng lớn, cuối cùng họ thấy mình trong hồ và máy bay bắt đầu tiếp nước. Trong số 43 người trên máy bay, 19 người thiệt mạng bao gồm cả hai phi công.